# Edoardo Giordano

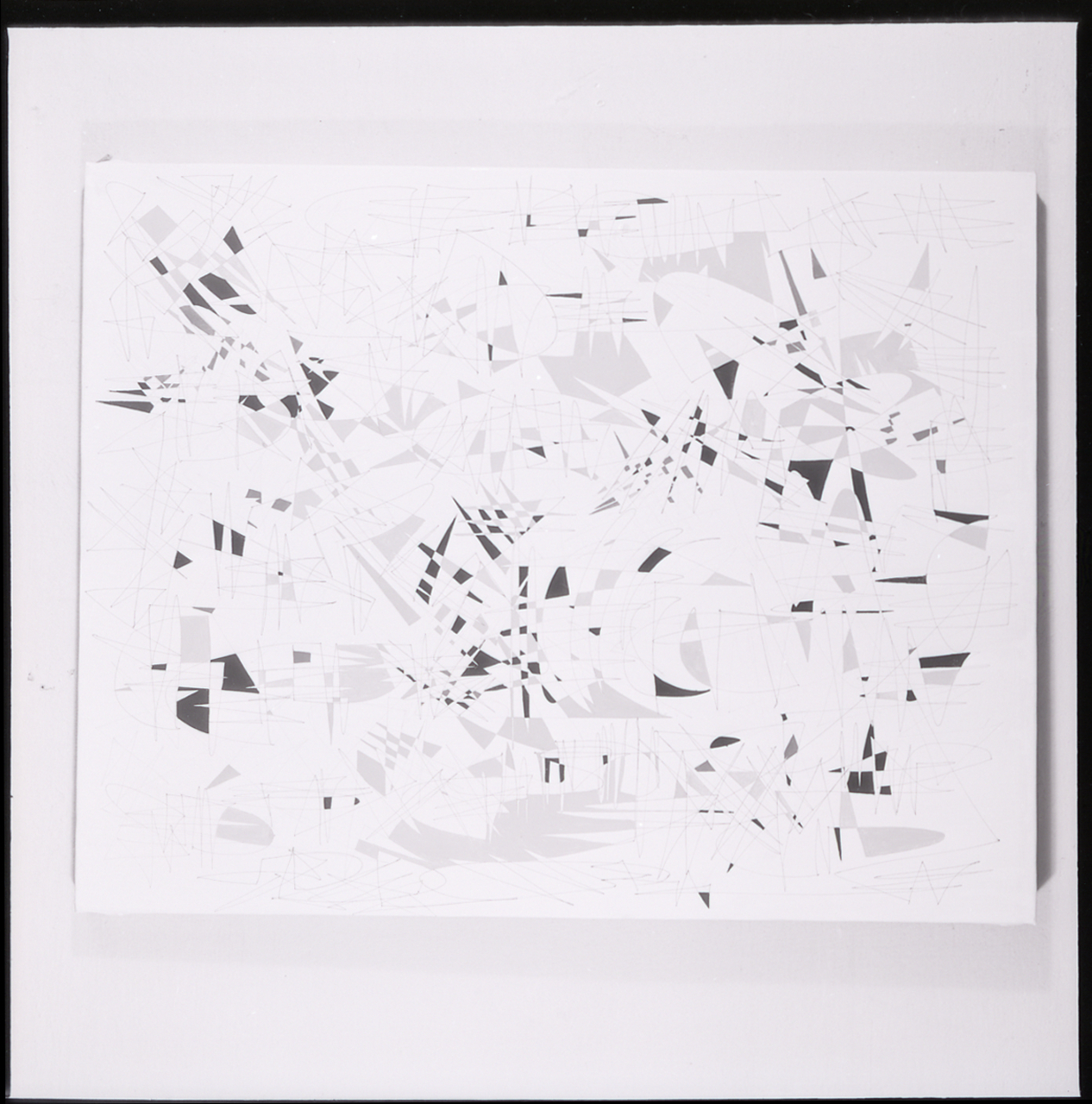
Un'opera di Edoardo Giordano

Edoardo Giordano (Napoli, 30 gennaio 1904 – Roma, 13 aprile 1974) è stato un pittore e ceramista italiano.

## Biografia
Figlio di Enrico Giulio e Anna Giordano (che era una nipote di Enrico Giulio) ebbe da una istitutrice tedesca il soprannome di Buchicchio (dal tedesco Buck - libro) per la sua precoce passione per la lettura.
Si diplomò nel 1927 all'Accademia di belle arti di Napoli, dove fu allievo del pittore Vincenzo Volpe. Alla Prima Mostra permanente dell'arte di Napoli, nel 1928, espose Controluce (Napoli, Collezione del Comune), un dipinto in stile secessionista, in cui sono evidenti echi dell'arte di Eugenio Viti e di Felice Casorati.
Entrò in contatto con intellettuali di tendenza antifascista, tra cui Corrado Alvaro, lo storico Adolfo Omodeo che insegnava Storia del cristianesimo all'Università di Napoli e lo scrittore Carlo Bernari, più tardi partigiano. Si ritrovavano a Villa Lucia artisti d'avanguardia, insieme a politici e a letterati antifascisti. Con Franco Girosi e Giovanni Brancaccio Edoardo Giordano fece parte del Gruppo degli ostinati, in cui si riconoscevano artisti che si mostravano contrari al perdurare nella pittura napoletana della tradizione ottocentesca.
Fu presente a mostre del Sindacato fascista campano, alle a Biennali di Venezia del 1934 e del 1936 e alla Quadriennale di Roma del 1935.
In sue opere del periodo - come nel Ritratto dello scultore Celestino Petrone, del 1929 e nella Natura morta del 1930 - è ancora presente la ricerca di volumi e di luci, nello stile di Casorati e di Viti; ma c'è anche una grazia nel cogliere altre sollecitazioni, come le atmosfere di Carlo Bernari: ne è un esempio il Concertino - esposto alla personale, del 1931, alla galleria del Milione di Milano - che si carica anche di suggestioni del cosiddetto "realismo magico", cioè di un'attonita visione del reale.

### Postimpressionismo a Parigi
Dipinse in gusto del Novecentismo il Cantiere navale del 1932 e Vicolo del 1933, anno in cui iniziò a soggiornare a Parigi, dove ammirò opere del pittore e scenografo Raoul Dufy e si dedicò anche alla ceramica, nel laboratorio del ceramista Artigas. Nel 1935 espose alla galleria Carmin, di Parigi. Frequentò Pablo Picasso, il pittore russo naturalizzato francese Chaïm Soutine e la pittrice francese Marie Laurencin.
Semplificava intanto l'impianto della sua pittura: ne è esempio Interno con figura, ispirato a Dufy, e Ritratto del pittore Franco Girosi. L'adesione allo stile postimpressionista assunse talvolta nei suoi dipinti un risvolto ironico, come reazione allo sciocco trionfalismo del regime fascista. Dipinse nel 1936 una Piazza del Quirinale e una Piazza Colonna - luoghi simbolici della vita politica italiana - ma visti in una versione chiaramente provinciale e priva di formalismi. 

### Ceramiche e forti cromatismi
Tornato definitivamente in Italia nel 1937, lavorò per la manifattura napoletana "Ceramica di Posillipo", di proprietà di Antonio De Val, dove fino al 1942 realizzò pannelli ceramici e piatti di gusto novecentista. Nel 1938 presentò ceramiche alla galleria di Carlo Ludovico Bragaglia di Roma e nel 1939 disegnò il pavimento in maiolica del ristorante e della piscina della sede della Mostra d'Oltremare.
La sua pittura si accendeva di forti cromatismi, nei toni tipici di Soutine, come nel Ritratto del pittore Mario Cortiello del 1938, nel Ritratto di Olga De Feo e nel Ritratto di Italo De Feo, del 1941-1942. Contiguo allo stile di Mario Mafai è Autoritratto in poltrona, del 1944. Nel 1947 un pavimento di ceramica, per una sala del Museo di San Martino di Napoli, fu realizzato su suo disegno. Nel 1948 Edoardo Giordano fu presente alla Rassegna nazionale delle arti figurative, a Roma.

### La stagione dell'astrattismo
All'inizio degli anni cinquanta si trasferì a Milano, si avvicinò all'astrattismo geometrico di sapore lirico e all'informale, entrando in relazione con esponenti del MAC, Movimento arte concreta, fondato a Milano, sulla spinta di una volontà di rinnovamento totale dell'arte e che vide la partecipazione di artisti di area napoletana.
Tra il 1952 e il 1956 strinse un sodalizio artistico con il pittore Andrea Bisanzio. Le sue opere mostravano echi di Vasilij Vasil'evič Kandinskij, fondatore della pittura astratta, evidenti in una Composizione del 1954. Accolse anche innovative esperienze ottico-percettive e si orientò sempre più verso l'arte informale, privilegiandone in particolare l'aspetto materico, sulla scia del neonaturalismo lombardo di Ennio Morlotti e del pittore e scultore Alfredo Chighine.

### Ultimi anni
Tornato a Roma, alla fine degli anni cinquanta, produsse la serie degli Intonaci - sperimentando materiali dai colori tenui - che furono presentati nel 1962 alla personale che gli dedicò la XXXI Biennale di Venezia. Suoi pannelli decorativi entrarono nella decorazione di sedi della Banca d'Italia ,della Rai in viale Mazzini e un arazzo, su suo disegno, fu realizzato per la turbonave "Raffaello".
Perfezionò l'inserimento delle cosiddette "scritture rotanti", come nell'Intonaco per Pian del Mugnone, presentato alla XXXI Biennale di Venezia. Volti surreali inserì nella Parete, esposta alla Triennale di Milano del 1964 e nelle decorazioni, eseguite nel 1967 per le sedi Rai di Torino, di Genova e di Roma.
Dal 1967 al 1970 ha insegnato nudo all'Accademia di belle arti di Napoli, realizzando anche riporti fotografici sulla tela, nel gusto della pop art americana, come Racconto del nostro tempo del 1966-1967 e Bevete Pepsi Cola del 1968.  Produsse anche collage astratti. 
Ha convinto Marco Ricci, incontrato a Napoli, a dedicarsi alla pittura.  Sua figlia Annamaria Giordano ha sposato lo scrittore e giornalista Vanni Ronsisvalle ed è la madre del regista Diego Ronsisvalle.